# Solitudopad
Het Solitudopad is een straat in de Weespertrekvaartbuurt in de wijk Omval & Overamstel in de wijk Watergraafsmeer in Amsterdam-Oost.

## Geschiedenis en ligging
De straat kreeg in 2015 haar naam, een verwijzing naar een voormalige buitenplaats nabij de Amstel en Weespertrekvaart. De straat begint als aftakking van de Solitudolaan, daar waar zij middels de Solitudolaanspoorbrug een kruising heeft met de Spoorlijn Amsterdam – Utrecht. Net als de laan is het pad aangelegd op terreinen die tot genoemd jaar volstonden met allerlei gebouwtjes, waaronder het clubhuis van de Hells Angels Holland. Daar waar de Solitudolaan een woontoren kreeg met de naam State, werden er aan de Solitudolaan, die langs de Weespertrekvaart loopt, privékavels verkocht. De eigenaren mochten daarbij zelf beslissen omtrent de bouw.

## Gebouwen
Elke eigenaar liet zijn/haar eigen huis ontwerpen, waarbij een bonte verzameling stadsvilla’s verscheen. De bebouwing wordt daarbij onderbroken door een kleine jachthaven, die aangelegd is door de dijk langs de Weespertrekvaart te doorgraven. Opvallende gebouwen:
- Het blauwe huis op nummer 4, een hoekhuis
- Het consulaat van Estland op nummer 12, bij de jachthaven
- Villa Weespertrekvaart op nummer 26, ten zuiden van de jachthaven

### Villa Weespertrekvaart
Voor huisnummer 26 werd een zo groot mogelijke woning met dakterras verlangd. Het merendeel van de bouwmaterialen moest natuurlijk zijn. Architectenbureau Witteveen kwam met gestapelde verdiepingen, waarbij de tweede etage een grote overstek kreeg. Het gebouw wordt aan de bovenzijde afgesloten met dakterras waarop tevens een kas, waar bewoners groente en fruit kunnen telen.     

### Het blauwe huis
Een van de panden stond vrijwel direct bekend als Het blauwe huis, dat lichtblauwe oppervlakken heeft tussen witte stijlen. Alleen de toegangsdeur is bruinrood. Het werd ontworpen in overleg met de toekomstig bewoner door Sjoerd Soeters, Marco Meijer, Walther Kloet gedurende de termijn 2014-2016. De architecten lieten inspireren door het schilderij het blauwe huis van Claude Monet of het is een eerbetoon aan het schilderij. Het gebouw kent drie bouwlagen op een vierkante ondergrond, het wouwwerk sluit aan op de bakstenen omheining van het terrein met tuin. De begane grond ligt daarbij iets boven het maaiveld, waardoor er uitzicht is over de trekvaart, daarboven liggen werkkamer, hoofdslaapkamer en logeerkamer. De tweede etage kan bereikt worden door een uitpandige spiltrap. De wanden zijn bekleed met blauw geschilderd gepotdekseld hout met horizontale belijning. Het geheel wordt afgesloten met een dak dat een zwaar overstek heeft. Dit overstek zorgt er enerzijds voor dat delen van de houten beklamping tijdens regenval droog blijft (paraplufunctie), anderzijds levert het schaduw (parasolfunctie). Onder het dak heeft kunstenaar Eddy Varekamp een reeks friezen geschilderd, meest geschilderd in wit en blauw, maar hier en daar is een bruinrood accent te zien.

## Brug 2229
Over de in-/uitgang van de jachthaven aan de Weespertrekvaart is in 2018 een vaste brug gelegd. De brug is een ontwerp van Groot Lemmer Bruggen, ze kreeg een overspanning van een lengte van negen meter en een breedte van twee meter. Ze is samengesteld uit een betonnen fundering en dito landhoofden, een overspanning van thermisch verzinkt en gepoedercoate stalen liggers, waarop Azobeplanken. De houten bovenleuningen zijn geplaatst op stalen balusters; tussen overspanning en leuningen moet staaldraad doorvallen voorkomen. De walkanten onder de brug zijn van baksteen, waarbij het talud aan weerszijden is opgevuld met grof stortsteen zodat daar faunapassages zijn ontstaan.

## Afbeeldingen

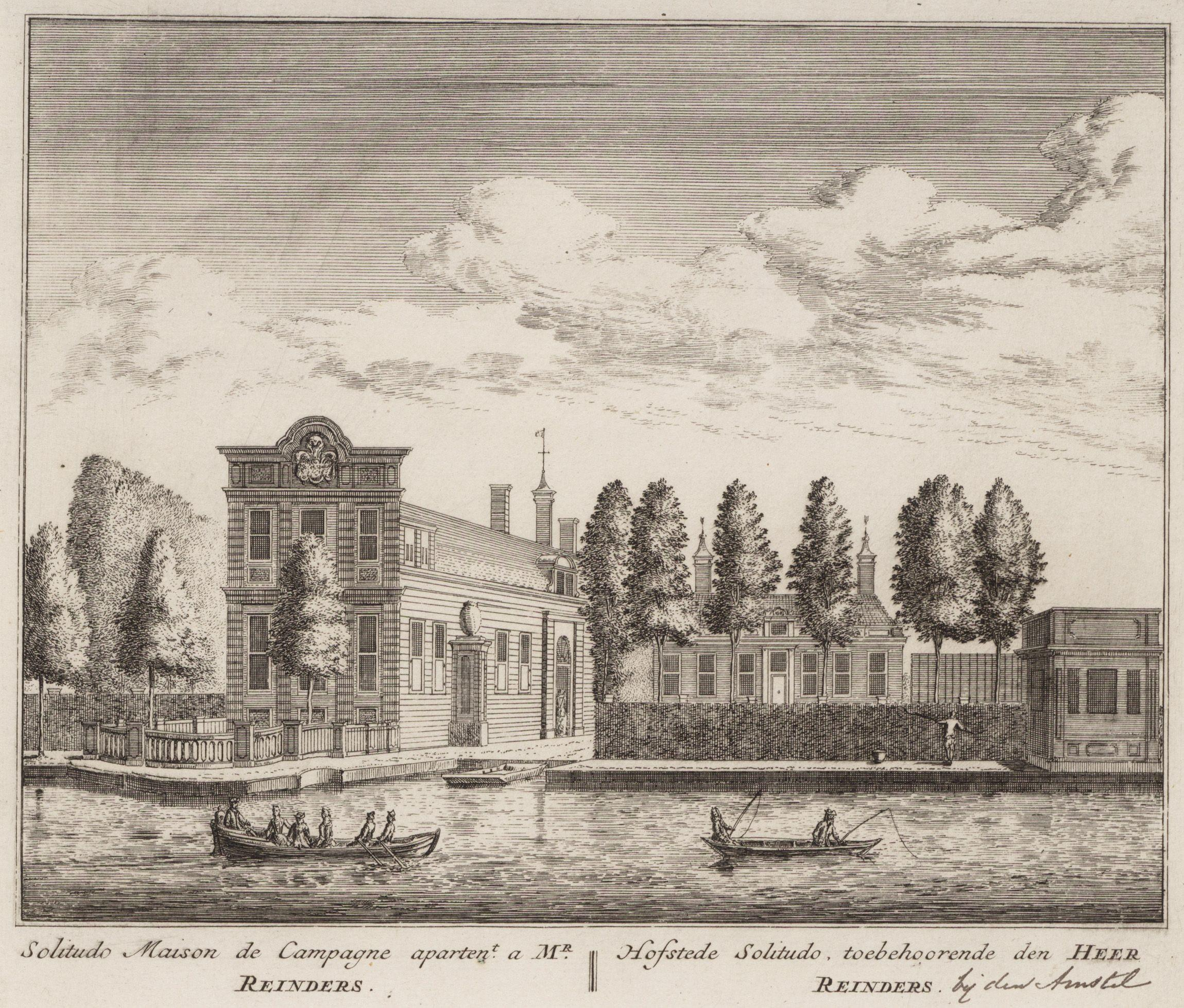
Solitudo, getekend door Daniël Stoopendaal rond 1725
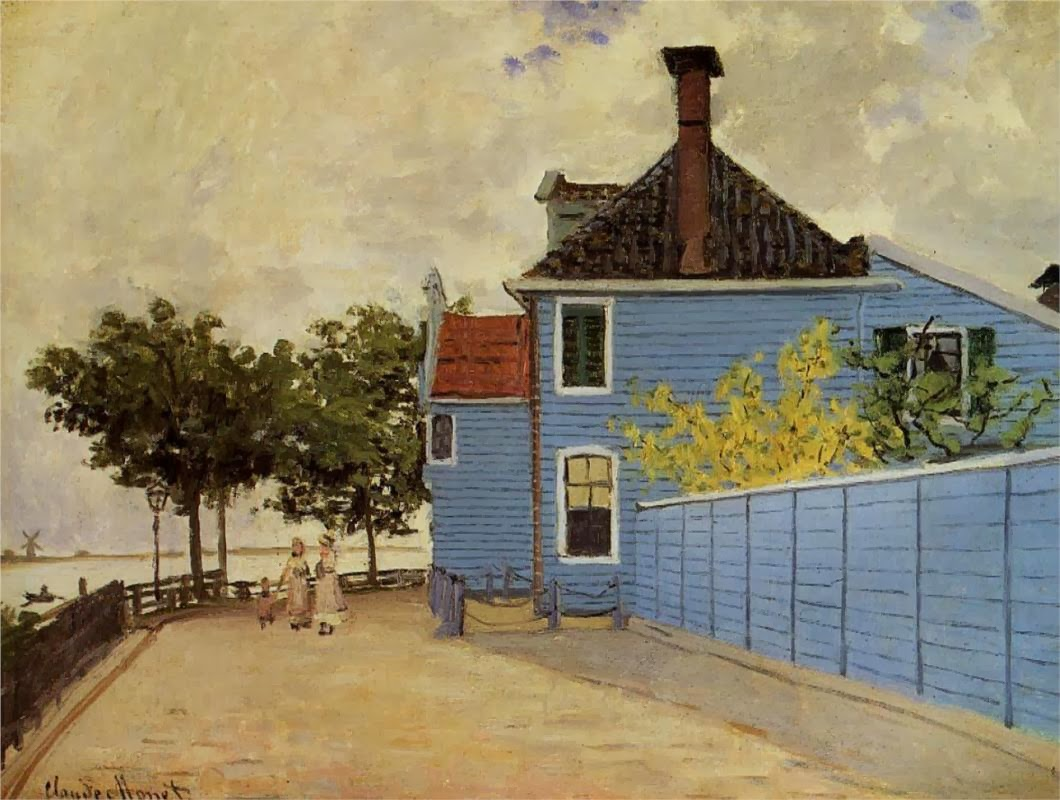
Claude Monet, Blauwe huis in Zaandam
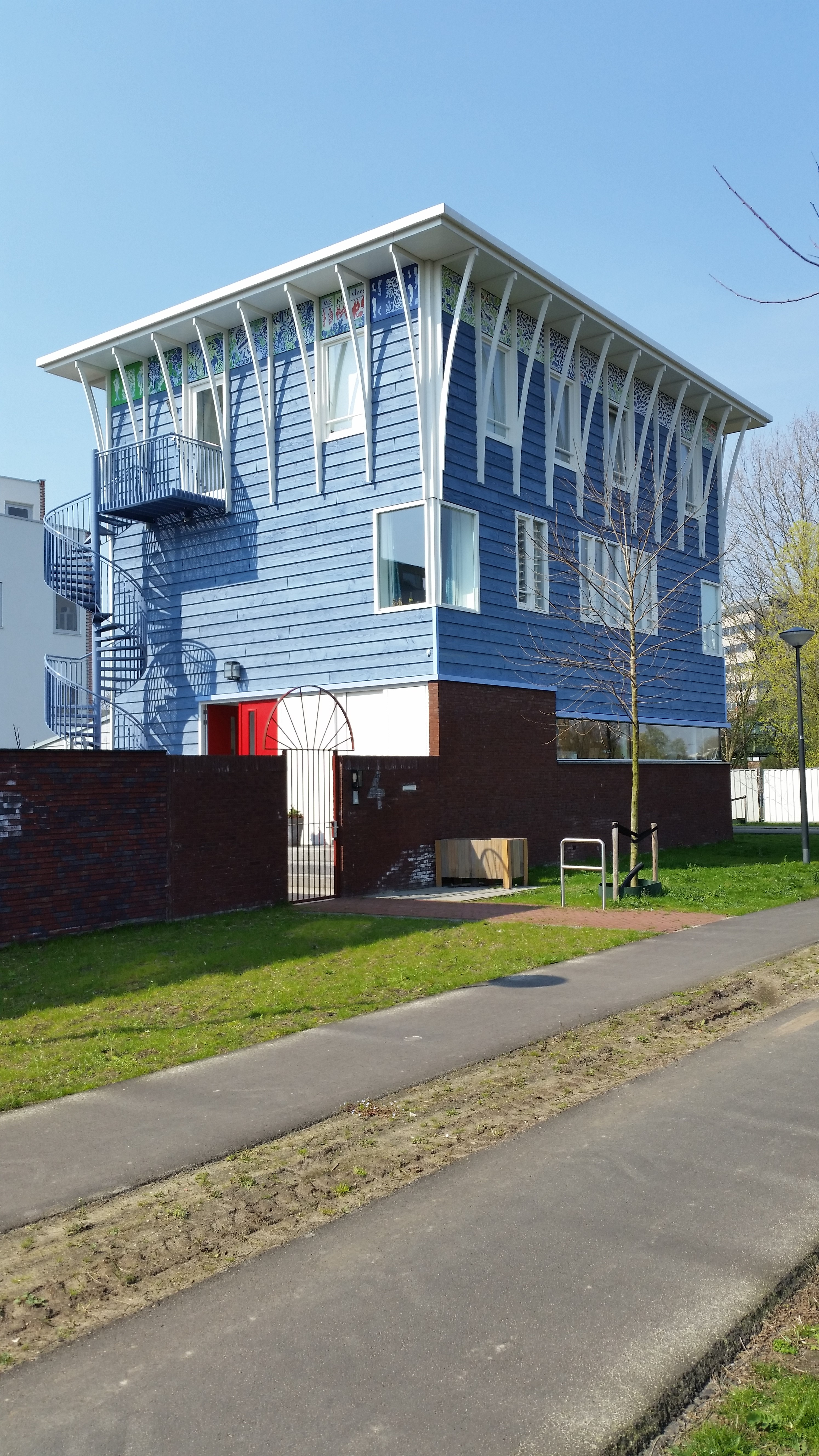
Blauwe huis in Amsterdam (april 2019)
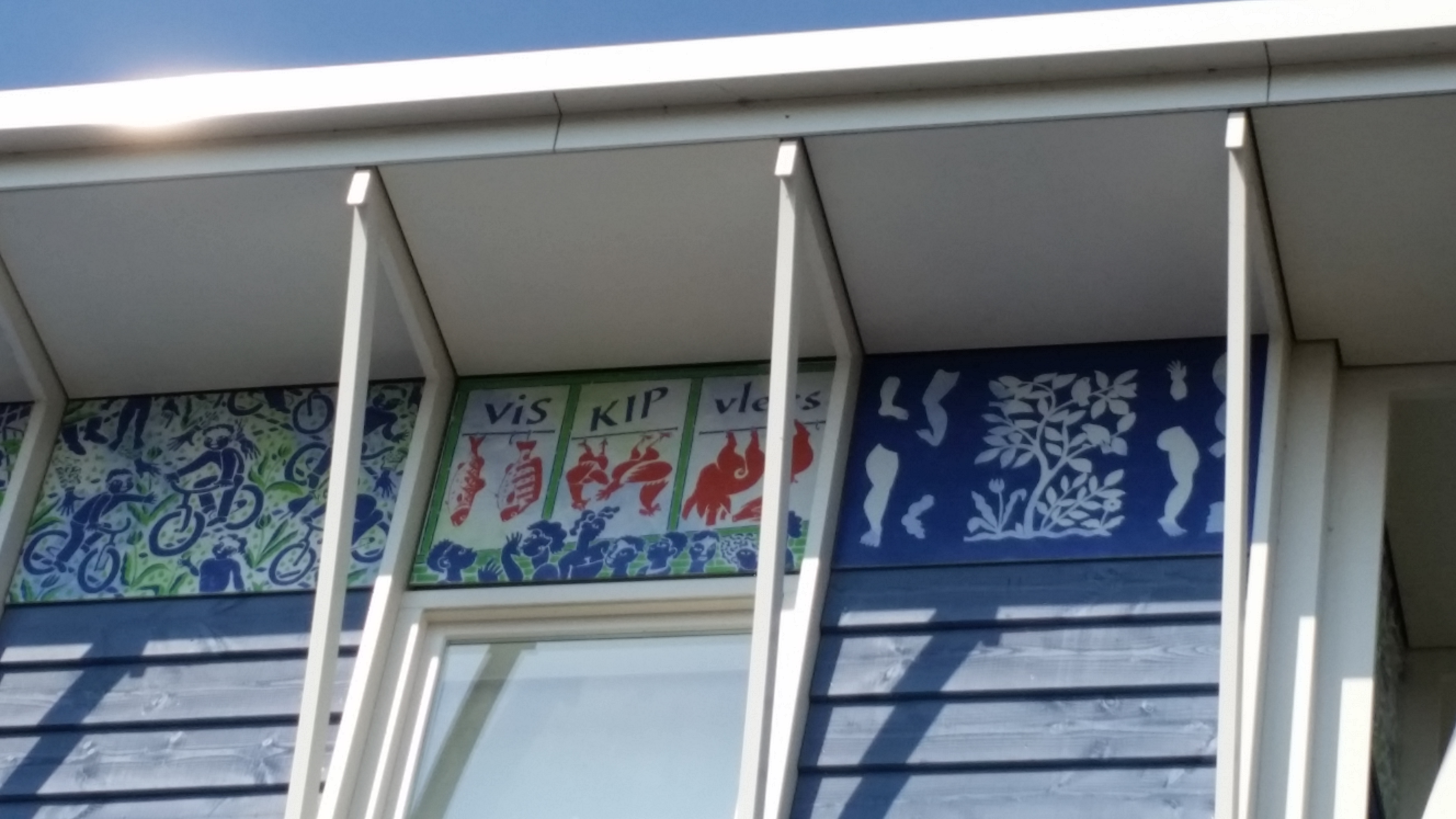
Friezen van Varenkamp (april 2019)
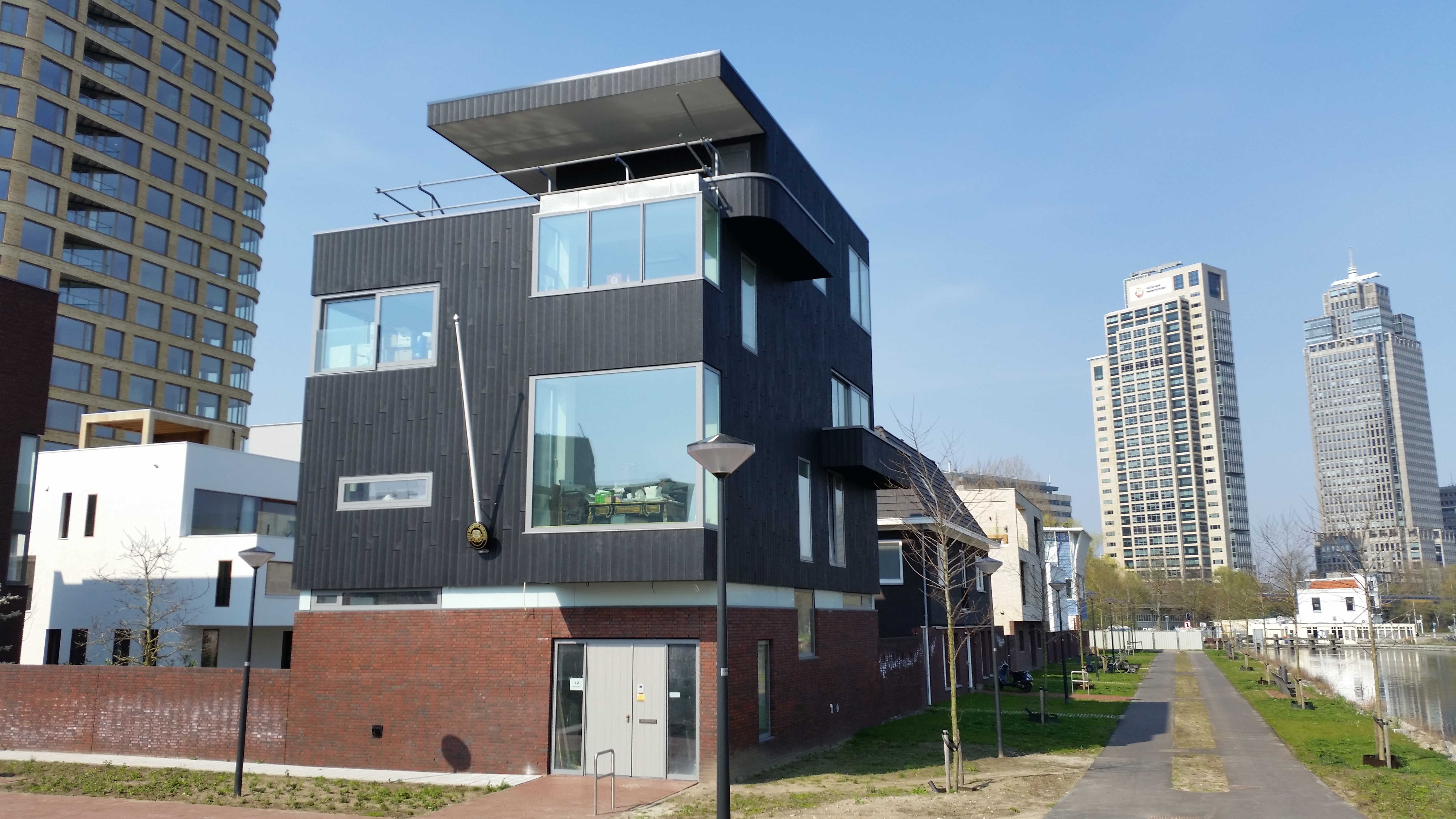
Estse consulaat (april 2019) met rechts Mondriaantoren en Rembrandttoren
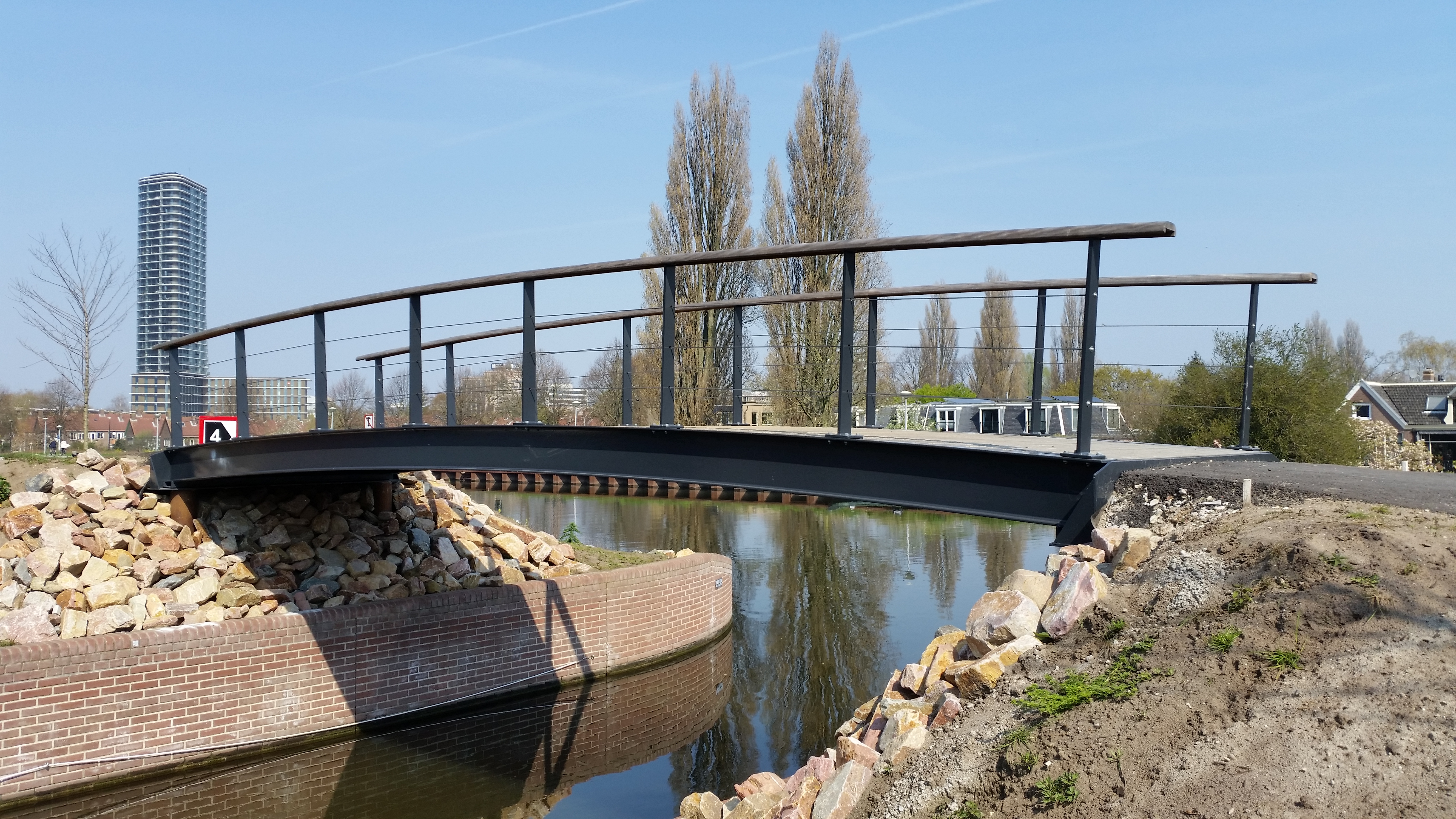
Brug 2229 (april 2019) met in de achtergrond Amstel Tower